# Sistemul Continental
Sistemul Continental a fost o blocadă a comerțului britanic, impusă de Franța, menită să distrugă economia engleză, concepută în timpul războaielor napoleoniene, cu scopul de a izola Regatul Unit de Europa, din punct de vedere economic și politic, printr-un embargou comercial, dar nu a reușit niciodată pe deplin.
După ce flota franceză fusese nimicită în bătălia de la Trafalgar de navele engleze, Napoleon a încercat să înfrângă Anglia prin mijloace economice. În decretul emis la 21 noiembrie 1806 la Berlin se spunea : „Insulele britanice se află sub blocadă... Comerțul cu insulele britanice și orice alte relații cu ele sunt interzise“. Acest decret a fost respectat de toate statele vasale Franței și de toți aliații ei.
Numai că această politică afecta interesele Rusiei, întrucât economia ei predominant agrară necesita un comerț activ cu Anglia industrială. Alexandru I al Rusiei a ignorat din ce în ce mai mult blocada continentală - vasele britanice transportau mărfuri în Rusia sub pavilion american - pentru ca, în cele din urmă, să o respingă deschis.
Echilibrul european realizat la Tilsit și Erfurt este distrus, în decembrie 1810 de ruși, prin retragerea din Sistemul Continental. În 1812, Napoleon a invadat Rusia pentru a-l obliga pe Alexandru I al Rusiei să păstreze Rusia în Sistemul Continental.
Blocada continentală a încetat după înfrângerea lui Napoleon în Rusia. Acest sistem al lui Napoleon a dus economia central-europeană în pragul ruinei.